# سیارک ۵۲۷۵
سیارک ۵۲۷۵ (به انگلیسی: 5275 Zdislava، نامگذاری:1986UU) پنج هزار و دویست و هفتاد و پنجمین سیارک کشف شده‌است که در ۲۸ اکتبر ۱۹۸۶ کشف شد.
قدر مطلق سیارک برابر ۱۳٫۶۰ است.